# Chico Science
Francisco de Assis França (Olinda, 13 de marzo de 1966 – Recife, 2 de febrero de 1997), más conocido como Chico Science, fue un compositor y cantante brasileño y uno de los fundadores del movimiento cultural manguebeat. Murió en un accidente automovilístico en 1997 en Recife, Pernambuco, a los 30 años de edad.

## Biografía
Francisco de Assis França nació en el Rio Doce barrio de Olinda, Pernambuco, en la región del Nordeste de Brasil. De pequeño vendía cangrejos que se atrapaba en los manglares de la ciudad.
Chico Science fue miembro de grupos de baile y hip-hop en Pernambuco a principios de la década de 1980. A fines de la década, se unió a algunas bandas como Orla Orbe y Loustal, inspiradas en la música soul, ska, funk y hip hop.
Se convirtió en el cantante y la principal fuerza impulsora y creativa de la innovadora banda Mangue Bit llamada Chico Science & Nação Zumbi (CSNZ). Influenciado por músicos como James Brown, Grandmaster Flash y Kurtis Blow, su música fusionó hábilmente el rock, el funk y el hip hop con maracatu y otros ritmos tradicionales del noreste de Brasil. Los críticos de música del mundo encontraron su música "original y distintiva de su región". Chico tenía una poderosa presencia en el escenario que algunos llegaron a comparar con la de Jimi Hendrix.
Alrededor de 1991, Chico Science, junto con el cantante Fred 04 de la banda Mundo Livre S / A, fundó el movimiento cultural Mangue Bit en respuesta al grave estancamiento económico y cultural en Recife y Olinda. CSNZ hizo su debut en Estados Unidos en el Central Park Summerstage de Nueva York en 1995, abriendo para Gilberto Gil, con quien colaboró durante el bis. Mientras estaban en Nueva York, también realizaron espectáculos adicionales en CBGB's, SOB's y Bryant Park como parte del JVC Jazz Festival, en un proyecto de ley con los Ohio Players.
Chico Science & Nação Zumbi salieron de gira por Europa en varias ocasiones y atrajeron la atención del público a la nueva generación de artistas brasileños en el @1990s. Con dos únicos álbumes llenos liberaron durante su vida, 'Da Lama Ao Caos' ('Del Barro al Caos) y 'Afrociberdelia', su influencia y visión influenciaron a toda una nueva generación de músicos en Brasil. [La cita necesitada]. Tras su muerte el, Gobernador del estado brasileño de Pernambuco declaró tres días de duelo.

## Discografía
- 1994: Da lama ao caos[3]
- 1996: Afrociberdelia[4]
- 1998: CSNZ (póstumo)[5]